# Division Alpha
Pour les articles homonymes, voir Alpha (homonymie).
La Division Alpha (« Alpha Flight » en VO) est le nom d'un groupe de super-héros canadien évoluant dans l'univers Marvel de la maison d'édition Marvel Comics. Créée par le scénariste et dessinateur John Byrne, l'équipe apparaît pour la première fois dans le comic book Uncanny X-Men #120 en avril 1979.
À partir de 1983, l'équipe obtient une série à son nom, Alpha Flight, grâce à sa popularité auprès des lecteurs.

## Historique de la publication
Dans les années 1980, alors que l'influence de John Byrne est très importante sur la série X-Men, la série phare de Marvel Comics, ce dernier souhaite créer une équipe de super-héros issus du pays où il a passé sa jeunesse, le Canada. Après avoir intégré Serval (Wolverine), super-héros canadien, dans l'équipe des X-Men, il l'envoie dans ce pays pour plusieurs épisodes face à un groupe qui deviendra la Division Alpha.
Lorsqu'une série est créée spécialement pour cette équipe, Byrne la prend en main, même s'il ne semble pas particulièrement enthousiaste. Ce ne sera le cas que durant 29 épisodes. Pendant ce temps, il tente d'aborder les histoires de manière différente des autres histoires de groupes de super-héros comme les X-Men, les Vengeurs ou les Quatre Fantastiques. En effet, l'équipe ne se forme qu'occasionnellement au grand complet, et les intrigues se focalisent le plus souvent sur les actions d'un ou deux personnage(s) à la fois. Cette narration originale démarque le titre du reste de la production Marvel, et lui attire un lectorat relativement important.
Une fois Byrne remplacé, divers auteurs et dessinateurs se succèdent comme Bill Mantlo, Fabian Nicieza ou Scott Lobdell. La série se poursuit durant 130 numéros avant de se terminer en 1994. De nombreux personnages y ont été créés ; la série a connu plusieurs crossover avec d'autres héros de l'univers Marvel.
En 1997, une nouvelle série dénommée Alpha Flight Vol. 2 est lancée, avec des personnages légèrement différents. Cette seconde série se poursuit sur 20 numéros (et un Annual) jusqu'en 1999.
En 2004, la série est relancée une seconde fois avec Alpha Flight vol. 3, mais s'arrête au bout de 12 numéros en raison de ventes décevantes.
En avril 2007, Marvel lance une nouvelle adaptation de la Division Alpha, sous le titre Omega Flight.

## Biographie de l'équipe

### Première Division Alpha
James McDonald Hudson était un ingénieur en pétrochimie qui inventa une armure qui permet à son utilisateur de creuser sous terre pour la prospection de pétrole. Or, son employeur, Jaxon, projetait de revendre son invention à l'armée américaine. Lorsque Hudson découvrit cela, il détruisit les plans et garda le casque de son armure de manière qu'elle ne puisse plus jamais fonctionner.
Le gouvernement canadien confia à Hudson la création du Département H, une agence secrète qui sanctionne, soutient et surveille toutes les activités surhumaines au Canada.
Pendant leur lune de miel, James et Heather sont tombés sur Wolverine, qui vivait à l’état sauvage. James est parti chercher de l’aide, laissant Heather seule avec Wolverine. Malgré son apparence sauvage, Heather a réussi à faire garder son calme à Wolverine lorsqu’elle a découvert ses griffes d’adamantium. Elle croyait qu’il n’était pas vraiment malveillant. Ensemble, ils l’ont soigné et lui ont rendu son humanité puis sont devenus des amis.
En entendant parler des Quatre fantastiques, James a été inspiré pour former une équipe de surhumains qui travailleront pour le Canada et qui ont donné le nom de Division Alpha (Alpha Flight en V.O). Lui et Heather ont commencé à recruter des membres. Logan a d'abord refusé d'en devenir membre parce qu’il sentait que sa présence et ses sentiments pour Heather entreraient en conflit avec son amitié avec James.
Une première mission vit un groupe hétéroclite de héros sélectionnés par le gouvernement s'unir sous le commandement de Wolverine, agent spécial. Il s'agissait de Groundhog (équipé avec l'armure qu'Hudson avait conçu pour la prospection minière), Saint-Elme, qui se proclamait le Gardien des Lumières Nordiques et se considérait comme un dieu, Smart Alec, Harfang et Stitch (une mutante manipulant des petits morceaux de métal). Le criminel Tête d'Œuf menaçait de lancer un missile canadien sur NYC. La Division affronta les hommes de main du scientifique (Solarr, Porc-Epic, Swordsman, Erik Josten (en), l'Anguille et Rhino). Durant le combat pour reprendre le contrôle du missile, Saint-Elme qui pouvait transformer son corps et tout ce qu'il touchait en lumière cohérente et absorber celle-ci, transforma l'énergie atomique de l'arme en lumière et absorba la masse du missile, surpassant son pouvoir dans un ultime sacrifice. Il explosa en un puissant éclair lumineux,.
Tout de suite après cette mission, Smart Alec fut rétrogradé dans la Division Gamma. Groundhog et Stitch quittèrent le monde des super-héros. Wolverine a fini par quitter le département H pour ses propres raisons et s’est joint aux héros mutants X-Men.
Hudson améliora son armure dans le cadre de cette agence, puis recruta d'autres super-héros canadiens. Hudson tenta de ramener Wolverine au Canada sans succès.
Lorsque le Canada a été envahi par la « grande bête », Toundra, l'Arme Alpha (hudson) était le seul héros canadien en activité. Il tenta d'intervenir seul, mais son épouse, Heather Hudson, utilisa l'ancien équipement de la Division Alpha pour rassembler l'équipe une fois de plus. Elle fit également appel à deux anciens membres de la Division Béta, Puck et Marina, qui étaient sur le point d'intégrer la Division Alpha juste avant le démantèlement des équipes. Une fois le danger passé, les héros décidèrent de continuer à agir en équipe, créant une version officieuse de la Division Alpha.
La seconde équipe de la Division Alpha était composée des membres suivants : 
| Nom original | Nom en France | Nom du personnage                                         | Caractéristiques                                                               |
| ------------ | ------------- | --------------------------------------------------------- | ------------------------------------------------------------------------------ |
| Guardian     | Guardian      | James McDonald Hudson                                     | costume permettant de voler dans les airs et émettre des rafales d’énergie     |
| Vindicator   | Vindicator    | Heather McNeil Hudson (remplaçant plus tard feu son mari) | costume permettant de voler dans les airs et émettre des rafales d’énergie     |
| Aurora       | Aurora        | Jeanne-Marie Beaubier                                     | vol dans les airs à très grande vitesse et rafales de lumière (avec son frère) |
| Northstar    | Véga          | Jean-Paul Beaubier                                        | vol dans les airs à très grande vitesse et rafales de lumière (avec sa sœur)   |
| Sasquatch    | Sasquatch     | Walter Langkowski                                         | transformation en monstre surhumain recouvert d'une fourrure orange            |
| Shaman       | Shaman        | Michael Twoyoungmen                                       | connaissance et contrôle des arts occultes                                     |
| Snowbird     | Harfang       | Anne McKenzie                                             | métamorphe d'origine divine                                                    |

Par la suite, deux membres de la « Division Béta » sont recrutés : 
| Nom original | Nom en France | Nom du personnage  | Caractéristiques                                      |
| ------------ | ------------- | ------------------ | ----------------------------------------------------- |
| Marrina      | Marina        | Marrina Smallwood  | amphibienne humanoïde                                 |
| Puck         | Puck          | Eugene Milton Judd | nain, vieillesse ralentie, expert en lutte et pugilat |

James McDonald Hudson, le leader de l'équipe, se fera appeler successivement « Arme Alpha », « Vindicator » puis « Guardian ».
Lors d'un affrontement entre la Division Alpha et la Division Oméga que Jérôme Jaxon crée pour se venger de Guardian. Hudson réussit à électrocuter Jaxon qui avait pris les commande de l'armure Box mais avec son costume endommagé, Guardian est désintégré avec l'explosion de ses packs d’énergie. Sa femme, Heather Hudson, reprend le flambeau en adaptant pour elle une armure identique à celle de son mari. Elle reprend ainsi les commandes de la Division Alpha puis l'armure et le nom de Vindicator.

#### Division Béta
La Division Béta était une équipe canadienne de surhommes organisée par le service gouvernemental canadien. Chaque membre a d'abord fait partie de la Division Gamma avant de recevoir une formation plus avancée pour finalement pouvoir rejoindre la Division Alpha et participer aux missions principales.
La première Division Béta était composée de cinq membres : 
- Box (Roger Bochs)
- Flashback
- Marina
- Puck
- Talisman (Elizabeth Twoyoungmen)

Elle disparut lorsque le programme et le département H furent supprimés par le gouvernement canadien pour des raisons financières.
La deuxième Division Béta était composée de :
- Goblyn
- Manikin
- Pathway
- La Fille Pourpre (Persuasion)
- Witchfire

Des mois plus tard, quand la Division Alpha fut pratiquement détruite avec ses sièges sociaux par l'être connu sous le nom de Tumulte (Bedlam), les membres de l'équipe réalisèrent que les circonstances avaient placé sous leur responsabilité plusieurs jeunes héros : la fille pourpre (par la suite Persuasion), qui avait à l'origine essayé d'intégrer la Division Alpha, Laura Dean (devenue ensuite La Voie) et sa sœur Goblyn (qui étaient des agents de Tumulte), et Manikin, qui avait été l'aide de laboratoire de l'ennemi de l'équipe nommé Bousculade (Scramble, Lionel Jeffries, frère de Madison Jeffries). Les héros plus âgés leur proposèrent de s'organiser en une nouvelle Division Béta officieuse et commencèrent à les former au « métier ». Par la suite les deux équipes coopérèrent dans une série d'aventures qui les mena sur d'autres planètes et dans d'autres dimensions. Quand elles sont finalement revenues à leur réalité, la Division Béta faillit causer un incident international en Chine en apparaissant soudainement au milieu d'un conflit entre la République populaire de Chine et des moines pacifistes.

#### Division Gamma
Il existait aussi une troisième équipe, la Division Gamma, constituée de jeunes recrues.
- Diamond Lil
- Madison Jeffries
- Smart Alec (en français : « Génial Alec »)
- Wild Child
- Némésis
- Witchfire
- Silver
- Auric

La Division Gamma fut plus tard démantelée.

### Seconde Division Alpha
Entre 1997 et 1999, Marvel Comics édite une nouvelle série dédiée à la Division Alpha, avec des personnages différents.
| Nom original | Nom en France | Nom du personnage | Caractéristiques                                   |
| ------------ | ------------- | ----------------- | -------------------------------------------------- |
| Flex         | Flex          | Adrian Corbeau    | convertit tout ou partie de son corps en bio-métal |
| Murmur       | Murmur        |                   | contrôle de l'esprit                               |
| Radius       | Radius        | Jared Corbo       | champ de force personnel                           |
| Manbot       | Manbot        |                   |                                                    |

Le scénario est surtout centré sur les relations qu'ont ces jeunes recrues avec leur « employeur », le Département H. Au cours de leur aventures, ils luttent contre le Zodiaque.

### Troisième Division Alpha
En 2004, Marvel Comics tente une nouvelle fois de relancer la série en la dénommant Nouvelle Division Alpha (au sein de « All-New, All-Different Marvel (en) »).
Cette nouvelle Division est menée par Sasquatch et comprend : 
- Centennial
- Major Mapleleaf
- Nemesis
- Zuzha Yu, la fille de Puck
- Yukon Jack

Leur seule et unique mission consistait à sauver les anciens membres de l'équipe.
Dans New Avengers #15-16, la Division Alpha est laissée pour morte alors qu'elle tentait d'arrêter un étrange alien arrivé sur Terre. Privé d'équipe, le gouvernement canadien met en place une nouvelle Division Oméga. L'équipe est rapidement dissoute.

### Retour

#### La Guerre du Chaos
L'équipe originelle fait son retour vers la fin de la Guerre du Chaos, déclenchée par le dieu Japonais Amatsu-Mikaboshi. Guardian, Vindicator, Shaman et Marrina reviennent à la vie, rejoignant Sasquatch, les jumeaux et Snowbird qui avait lutté contre le dieu aux côtés d'Hercule. Seul Puck reste dans l'au-delà.
Reprenant sa place d'équipe officielle Canadienne, le repos est de courte durée.

#### Fear Itself
Après avoir repoussé Attuma (devenu Nerkodd) qui attaquait la cause provoquant un tsunami, les héros furent trahis par Gary Cody, leader du parti politique Unity et Vindicator. Emprisonnés, les héros furent libérés par Puck, revenu d'entre les morts.

## Version alternative

### Ultimate X-Men
La Division Alpha de l'univers Ultimate X-Men apparaît alors que les élèves de l'Institut Xavier jouent au baseball. À 25 contre 7, les X-Men ne peuvent rien faire.
Ayant pris du « banshee », une drogue qui multiplie les pouvoirs, les nouveaux membres de la Division Alpha acquièrent des mutations secondaires :
- Vindicator : vol dans les airs et émission de puissantes rafales d'énergie ;
- Aurora : vole dans les airs et court à une vitesse supersonique ;
- Jubilé : génère du plasma ;
- Sasquatch : se change en monstre humain doté d'une force surhumaine ;
- Sunfire : pouvoirs pyrokinésiques ;
- Shaman : se protège des attaques ennemies et contrôle des éléments naturels ;
- Harfang : contrôle des vents et métamorphose en diverses créatures nordiques.